# Petar Krešimir IV

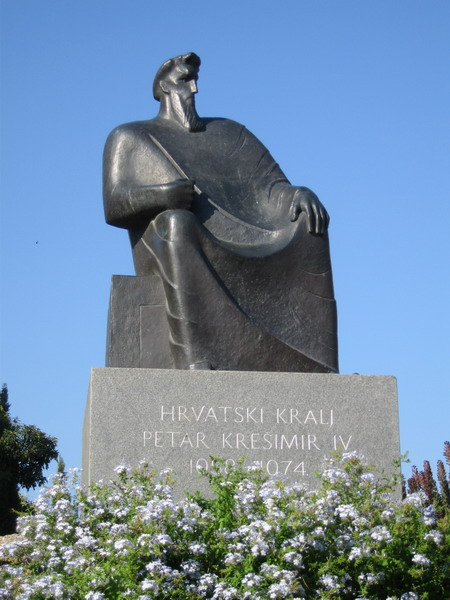
Staty av Petar Krešimir i Šibenik

Petar Krešimir IV var kung av Kroatien från 1058 fram till sin död 1074. Krešimir var medlem av huset Trpimirović, som styrde Kroatien under cirka 200 år.
Under Krešimir återvann kronan mycket av den auktoritet den hade under kung Tomislav I. Krešimir flyttade huvudstaden från Knin till kuststaden Biograd och han grundade även staden Šibenik. Han knöt nära band med påven och allierade sig med densamme i syfte att stärka sin makt. Det kroatiska riket under Krešimir inkluderade Dalmatien, Slavonien och Bosnien, som alla tre styrdes av en lokal ban.
Krešimir efterträddes av Dmitar Zvonimir.